# عامل‌های باروری (جمعیت‌شناسی)
عامل‌های باروری (انگلیسی: Fertility factor) عوامل باروری تعیین‌کننده تعداد فرزندانی هستند که یک فرد احتمال دارد داشته باشد. عوامل باروری عمدتاً همبستگی مثبت یا منفی بدون علت خاصی دارند.
عواملی که عموماً با افزایش باروری مرتبط هستند عبارتند از:
- قصد داشتن فرزند[۱]
- در جوامع پیشرفته برابری جنسیتی بسیار بالا[۱] ورود انبوه زنان به نیروی کار و توسعه حمایت عمومی از زنان شاغل با سطوح باروری پایین‌تر همراه بود: تنها بالاترین سطوح برابری جنسیتی، باروری بالاتر را افزایش می‌دهند. اگر مذهبی بودن کشور مانع توسعه حمایت گسترده از برابری جنسیتی شود، کشورهای مذهبی کمتر احتمال دارد که به بخشی از محدوده ای برسند که برابری جنسیتی موجب تولدگرایی شود.[۲]
- دین‌داری
- انتقال ارزش‌ها بین نسلی
- ازدواج
- حمایت اجتماعی
- اقامت در روستا
- برنامه‌های دولتی طرفدار خانواده
- بهره هوشی پایین[۳]
- افزایش تولید غذا[۴]

عواملی که عموماً با کاهش باروری مرتبط هستند عبارتند از:
- افزایش درآمد، به نظر می‌رسد که در گذشته اثر مثبت ثروت مردان بر افزایش فرزند یکی از ویژگی‌های مکرر جوامع کشاورزی و دامپروری انسانی بوده‌است[۵] اما امروزه محققان دانشگاه ایست آنگلیا دریافتند که انتخاب طبیعی به نفع افراد فقیرتر با تحصیلات کم است.[۶]
- تحصیلات
- مشارکت زنان در نیروی کار[۷] رابطه منفی بین درآمد شخصی و موفقیت باروری برای زنان وجود دارد.[۵]
- تغییرات ارزش و نگرش[۸]
- برنامه‌ریزی جمعیت انسانی[۹]
- سن
- پیشگیری از بارداری[۱]
- بی‌میلی شریک به بچه‌دار شدن[۱]
- سطح بسیار پایین برابری جنسیتی[۱]
- ناباروری[۱۰]
- آلودگی[۱۱]
- چاقی[۱۲]